# Péone
Péone är en kommun i departementet Alpes-Maritimes i regionen Provence-Alpes-Côte d'Azur i sydöstra Frankrike. Kommunen ligger  i kantonen Guillaumes som ligger i arrondissementet Nice. År 2022 hade Péone 1 079 invånare.

## Befolkningsutveckling
Antalet invånare i kommunen Péone
Referens: INSEE